# Duganella aquatilis
Duganella aquatilis es una especie de bacteria gramnegativa del género Duganella. Fue descrita en el año 2020. Su etimología hace referencia a acuática. Es anaerobia facultativa y móvil por varios flagelos. Tiene un tamaño de 0,5-0,6 μm de ancho por 1,5-2,6 μm de largo. Forma colonias circulares y convexas. Temperatura de crecimiento entre 10-30 °C, óptima de 24 °C. Catalasa y oxidasa positivas. Es sensible a amikacina, gentamicina, kanamicina, neomicina, doxiciclina, norfloxacino y ciprofloxacino. Resistente a oxacilina y clindamicina. Tiene un contenido de G+C de 63,8%. Se ha aislado de un río en China. 